# Aderarea Kosovoului la Uniunea Europeană

Hartă prezentând Uniunea Europeană (verde) și Kosovo (oranj)

Aderarea Kosovo la Uniunea Europeană (UE) se află pe agenda actuală a viitoarei extinderi a Uniunii Europene. În prezent, Kosovo este recunoscut de UE ca potențial candidat la aderare.
Declarația de independență a Kosovo față de Serbia a fost promulgată la 17 februarie 2008 prin votul membrilor Adunării Kosovo. Independența nu a fost recunoscută nici de Serbia, nici de cinci din cele 27 de state membre ale UE și, prin urmare, Uniunea Europeană însăși se referă doar la "Kosovo", cu o notă de subsol marcată cu asterisc care conține textul convenit în cadrul negocierilor dintre Belgrad și Pristina: "Această denumire nu aduce atingere pozițiilor privind statutul și este în conformitate cu Rezoluția 1244 a Consiliului de Securitate al ONU și cu Avizul CIJ privind Declarația de independență a Kosovo". Acest lucru nu a împiedicat Kosovo să își continue programul privind mecanismul de urmărire a stabilizării (STM) promulgat de UE, cu scopul de a integra treptat politicile sale naționale în domeniul juridic, economic și social cu cele ale UE, astfel încât, la un moment dat, în viitor, Kosovo să se poată califica pentru aderarea la UE.
La 6 februarie 2018, Comisia Europeană și-a publicat planul de extindere pentru a acoperi până la șase țări din Balcanii de Vest: Albania, Bosnia și Herțegovina, Kosovo, Muntenegru, Macedonia de Nord și Serbia. Planul prevede că toți cei șase candidați ar putea obține aderarea ca membri ai Uniunii Europene după 2025.
Kosovo a depus oficial o cerere de aderare la 15 decembrie 2022.

## Relațiile și recunoașterea
Kosovo
     Membrii UE care recunosc Kosovo
     Membrii UE care nu au recunoscut Kosovo

Harta statelor membre ale UE și a poziției lor față de independența Kosovo
Legendă:
Kosovo
Membrii UE care recunosc Kosovo
Membrii UE care nu au recunoscut Kosovo

Începând cu mai 2020, 22 dintre cele 27 de state membre recunosc Kosovo ca stat independent. Statele UE care nu recunosc independența Kosovo sunt Spania, Slovacia, Cipru, România și Grecia. Prin urmare, Uniunea Europeană însăși se referă doar la "Kosovo", cu o notă de subsol cu asterisc care conține textul convenit în cadrul negocierilor de la Belgrad-Pristina: "Această denumire nu aduce atingere pozițiilor privind statutul și este în conformitate cu Rezoluția 1244 a Consiliului de Securitate al ONU și cu Avizul CIJ privind Declarația de independență a Kosovo".
La 8 iulie 2010, Parlamentul European a adoptat o rezoluție prin care solicită tuturor statelor membre să recunoască Kosovo. În octombrie 2010, un emisar al Parlamentului European a sugerat că lipsa recunoașterii de către unele țări nu ar fi un obstacol în calea aderării Kosovo la regimul fără vize al spațiului Schengen.
Toate statele membre ale UE ar trebui să recunoască Kosovo înainte ca acesta să poată adera la UE. Unii oficiali europeni, inclusiv fostul ministru german de externe Sigmar Gabriel, au declarat că se așteaptă ca Serbia să recunoască Kosovo înainte de a adera la UE.
În aprilie 2023, Cipru, Ungaria, România și Spania au votat împotriva aprobării aderării Kosovo la Consiliul Europei, în timp ce Grecia și Slovacia s-au abținut. while Greece and Slovakia abstained.

### Relațiile externe ale Kosovo cu statele membre ale UE
| - Austria - Belgia - Bulgaria - Croația - Cipru - Cehia - Danemarca | - Estonia - Finlanda - Franța - Germania - Grecia - Ungaria - Irlanda | - Italia - Latvia - Lituania - Luxemburg - Malta - Olanda - Polonia | - Portugalia - România - Slovacia - Slovenia - Spania - Suedia |

## Candidatura potențială
UE este divizată în ceea ce privește politica sa față de Kosovo, 5 din cele 27 de state membre (Cipru, Grecia, România, Slovacia, Spania) nerecunoscând suveranitatea Kosovo. În mod oficial, Kosovo este considerat un potențial candidat la aderare de către Uniunea Europeană și a primit o "perspectivă europeană" clară din partea Consiliului Uniunii Europene. După cum a confirmat Summitul de la Salonic din iunie 2003, Kosovo este ferm ancorat în cadrul Procesului de stabilizare și de asociere (PSA), politica UE care se aplică în Balcanii de Vest și care este menită să pregătească potențialii candidați pentru aderare.
La 20 aprilie 2005, Comisia Europeană a adoptat Comunicarea către Consiliu privind Kosovo "Un viitor european pentru Kosovo", care a consolidat angajamentul Comisiei față de Kosovo. La 20 ianuarie 2006, Consiliul a adoptat un Parteneriat european pentru Serbia și Muntenegru, inclusiv Kosovo, astfel cum este definit în RCSONU1244. Parteneriatul european este un mijloc de materializare a perspectivei europene a țărilor din Balcanii de Vest în cadrul PSA. Instituțiile provizorii de autoguvernare (PISG) au adoptat un plan de acțiune pentru punerea în aplicare a parteneriatului european în august 2006, iar acest document a constituit baza actuală de lucru între UE și PISG. PISG au raportat periodic cu privire la punerea în aplicare a acestui plan de acțiune.
Declarația de independență a Kosovo față de Serbia a fost promulgată la 17 februarie 2008 prin votul membrilor Adunării Kosovo. Faptul că declarația nu a fost recunoscută de Serbia și de mai multe state membre ale UE nu a împiedicat Kosovo să își continue programul STM, care urmărea integrarea treptată a politicilor sale naționale în domeniul juridic, economic și social cu cele ale UE, astfel încât, la un moment dat în viitor, să se califice pentru aderarea la UE. Până în decembrie 2008, au avut loc cincisprezece reuniuni ale STM. În plus, în martie 2007 a fost creată o nouă structură de reuniuni sectoriale sub egida STM în domeniile: bună guvernanță, economie, piață internă, inovare și infrastructură.
În octombrie 2009, Comisia Europeană a remarcat, în raportul său anual privind progresele înregistrate de candidații și potențialii candidați la aderarea la UE, că Kosovo se confruntă cu provocări majore, printre care se numără asigurarea statului de drept, lupta împotriva corupției și a crimei organizate, consolidarea capacității administrative și protecția sârbilor și a altor minorități.
Negocierile pentru aderarea la UE vor începe numai după ce Kosovo va depune o cerere și va fi declarat oficial candidat la aderare. Enver Hoxhaj, ministrul al afacerilor externe din Kosovo, a sugerat că UE ar trebui să admită Serbia și Kosovo simultan, deoarece se teme că, dacă Serbia ar fi admisă prima, aceasta ar putea opune un veto la aderarea Kosovo. 
În mai 2014, Hoxhaj a declarat că obiectivul Kosovo este aderarea la UE în decurs de un deceniu. În mai 2018, Bulgaria - care deține președinția rotativă a Consiliului Uniunii Europene - a găzduit un summit privind Balcanii de Vest, care a avut ca obiectiv facilitarea aderării celor șase, inclusiv o cooperare consolidată în materie de securitate regională și conectivitate regională. Este demn de remarcat faptul că summitul s-a referit mai degrabă la "parteneri" decât la state: acest lucru reflectă faptul că Kosovo este doar parțial recunoscut ca stat. Comisia Europeană este sensibilă la această problemă, care a fost abordată într-un discurs al Înaltului Reprezentant/Vicepreședintelui UE, Federica Mogherini, în cadrul sesiunii plenare a Parlamentului European privind Strategia pentru Balcanii de Vest: "o perspectivă comună, fără echivoc și concretă de integrare în Uniunea Europeană pentru fiecare dintre cei șase parteneri. Fiecare în ritmul său, cu specificitățile sale și în condiții diferite, dar direcția este clară și este una singură".
La 3 martie 2022, Parlamentul kosovar a adoptat o rezoluție prin care se solicita guvernului "să ia toate măsurile necesare pentru a se alătura NATO, Uniunii Europene, Consiliului Europei și altor organizații internaționale". În iunie 2022, prim-ministrul Kosovo, Albin Kurti, a declarat că intenționează să depună o cerere oficială de aderare până la sfârșitul anului. La 15 decembrie 2022, Kosovo a depus în mod oficial o cerere de aderare la Uniunea Europeană.

## Adoptarea unilaterală a monedei euro
Înainte ca Kosovo să-și declare independența în 2008, economia kosovară a suferit o substituire monetară, moneda cea mai utilizată fiind marca germană. Ca urmare, la fel ca și Germania, Kosovo (care era atunci un mandat al Națiunilor Unite) a trecut la euro la 1 ianuarie 2002. Trecerea la moneda euro a fost realizată în cooperare cu Banca Centrală Europeană și cu mai multe bănci naționale din zona euro. Kosovo nu bate monede proprii.
Nu este clar modul în care utilizarea unilaterală a monedei euro de către Kosovo va influența aspirațiile sale de integrare ulterioară în UE, care prevede că statele trebuie să îndeplinească mai multe criterii de convergență înainte de a putea adera la zona euro. Muntenegru, ca și Kosovo, a adoptat unilateral moneda euro și poartă în prezent negocieri de aderare la UE. De la depunerea cererii de aderare a Muntenegrului, Comisia Europeană și BCE și-au exprimat în mai multe rânduri nemulțumirea cu privire la utilizarea euro de către Muntenegru. O declarație anexată la Acordul de stabilizare și asociere dintre Muntenegru și UE spune următoarele: "introducerea unilaterală a monedei euro nu a fost compatibilă cu tratatul". Se așteaptă ca această problemă să fie rezolvată prin intermediul procesului de negociere. BCE a declarat că implicațiile adoptării unilaterale a monedei euro "vor fi precizate cel târziu în cazul unor eventuale negocieri de aderare la UE". Diplomații au sugerat că este puțin probabil ca Muntenegru să fie forțat să retragă euro din circulație în țara sa.

## Opinie publică
Într-un sondaj de opinie publică realizat în 2019 în rândul a 1.700 de kosovari de către Institutul Național Democratic, răspunsul mediu privind opinia respondenților despre Uniunea Europeană - 1 fiind foarte nefavorabil și 5 fiind foarte favorabil - a fost foarte favorabil, de 4,22, indicând că aderarea națiunii la uniune ar primi probabil un grad similar de sprijin.

## Cronologia relațiilor cu UE
| Data               | Eveniment |
| ------------------ | --- |
| 1 aprilie 2005     | Comisia Europeană adoptă o comunicare privind un viitor european pentru Kosovo |
| 4 februarie 2008   | Consiliul European adoptă o acțiune comună de instituire a misiunii UE de sprijinire a statului de drept în Kosovo                                                                                       |
| 18 februarie 2008  | Consiliul ia act de declarația de independență a Kosovo și subliniază convingerea UE că Kosovo este un caz sui generis.                                                                                  |
| 15 iunie 2008      | Kosovo își adoptă Constituția |
| 9 decembrie 2008   | EULEX devine operațională |
| 14 octombrie 2009  | Comisia publică o comunicare intitulată Kosovo - Îndeplinirea perspectivei sale europene |
| 22 iulie 2010      | Curtea Internațională de Justiție emite un aviz consultativ cu privire la declarația de independență a Kosovo                                                                                            |
| 8 martie 2011      | În urma unei rezoluții a Adunării Generale a ONU, începe dialogul tehnic Kosovo-Serbia |
| 19 ianuarie 2012   | Comisia lansează dialogul privind liberalizarea vizelor cu Kosovo |
| 30 mai 2012        | Comisia lansează dialogul structurat privind statul de drept |
| 14 iulie 2012      | Comisia publică foaia de parcurs privind liberalizarea regimului de vize pentru Kosovo |
| 10 septembrie 2012 | Kosovo declară sfârșitul independenței supravegheate |
| 10 octombrie 2012  | Comisia Europeană publică studiul său de fezabilitate pentru un acord de stabilizare și asociere între UE și Kosovo                                                                                      |
| 19 octombrie 2012  | Începe dialogul la nivel înalt între Kosovo și Serbia, facilitat de Vicepreședintele Înaltului Reprezentant Ashton                                                                                       |
| 25 iulie 2014      | Negociatorii-șefi ai UE și ai Kosovo au parafat la Bruxelles Acordul de stabilizare și de asociere între UE și Kosovo                                                                                    |
| 1 aprilie 2016     | Intră în vigoare Acordul de stabilizare și de asociere între UE și Kosovo |
| 1 iulie 2018       | Comisia confirmă faptul că Kosovo a îndeplinit toate obiectivele de referință restante privind liberalizarea vizelor. Decizia privind propunerea Comisiei este în curs de adoptare în PE și în Consiliu. |
| 15 decembrie 2022  | Kosovo își depune cererea de aderare la UE. |

## Negocieri
Rapoartele Comisiei Europene privind progresele înregistrate de Kosovo datează de dinainte de declararea independenței față de Serbia. Acestea includ anii 2005, 2006, 2007, 2008, 2009, 2010, 2011, 2012, 2013 și 2014.